# فایده‌گرایی (کتاب)
فایده‌گرایی (به انگلیسی: Utilitarianism) کتابی از جان استوارت میل، بیان کلاسیک و دفاع از فایده‌گرایی در اخلاق است. این مقاله برای اولین بار در سال ۱۸۶۱، به‌صورت مجموعه‌ای از سه مقاله در مجله فریزر منتشر شد، و در سال 1863 به‌صورت یک کتاب جمع‌آوری و تجدید چاپ شد. هدف میل در این کتاب این است که توضیح دهد فایده‌گرایی چیست، و نشان دهد که چرا بهترین نظریه اخلاق است، که سبب شد از آن در برابر طیف گسترده‌ای از انتقادات و سوءتفاهم‌ها دفاع کند. اگرچه در زمان حیات میل و در سال‌های پس از آن به‌شدت مورد انتقاد قرار گرفت، اما فایده‌گرایی کارهای زیادی برای رواج اخلاق فایده‌گرایانه انجام داد، و «تاثیرگذارترین بیان فلسفی اخلاق لیبرال انسان‌گرایانه که در قرن نوزدهم نوشته شد» در نظر گرفته شده‌است.